# Dicranomyia (Zelandoglochina) setulipennis
Dicranomyia (Zelandoglochina) setulipennis is een tweevleugelige uit de familie steltmuggen (Limoniidae). De soort komt voor in het Neotropisch gebied.